# Дравида муннетра кажагам
Дравида Муннетра Кажагам (Дравидийская прогрессивная федерация; англ. Dravida Munnetra Kazhagam, там. திராவிட முன்னேற்றக் கழகம) — одна из двух ведущих партий индийского штата Тамилнад. На федеральном уровне входит в состав правящего Объединённого прогрессивного альянса, возглавляемого Индийским национальным конгрессом; представлена 16 депутатами в Лок Сабхе. На региональном — возглавляет правящий Демократический прогрессивный альянс (включающий также ИНК, КПИ(М), КПИ и региональную партию Паттали Маккал Катчи).

## История
Основана в 1949 году К. Н. Аннадураи. ДМК придерживалась идеологии тамильского национализма, выступала против «насильственного насаждения» хинди в южных штатах; в 1950-х—1970-х годах выдвигала требование создания независимого «дравидского» государства (на территории современных штатов Тамилнад, Керала, Андхра-Прадеш, Карнатака). При этом ДМК являлась и является светской партией, выступающей также против пережитков кастовой системы. В 1957 году ДМК впервые приняла участие в выборах в региональный и федеральный парламент, а в 1967 году (после волнений в Тамилнаде по поводу «хиндизации» штата) разгромила ИНК на выборах в ассамблею штата и получила на федеральных выборах все 25 из 25 мест, на которые претендовала; Аннадураи возглавил правительство штата. После этого федеральное правительство под руководством Индиры Ганди отказалось от планов «хиндизации», а ИНК больше никогда не возвращался к власти в штате.
Успех на выборах был, однако, омрачён последовавшей вскоре (в 1969 году) смертью Аннадураи и обострением внутрипартийной борьбы за власть. Правительство штата возглавил М. Карунанидхи, однако его деятельностью на посту главного министра оказались недовольны многие лидеры партии, в том числе влиятельный и популярный среди народных масс бывший актёр — звезда тамильского кино — М. Г. Рамачандран. В 1972 году он вышел из партии, основав новую — АДМК (ДМК им. Аннадураи; позднее АИАДМК). На очередных региональных выборах ДМК, тем не менее, сумела победить (благодаря поддержке ИНК), но в 1977 году, когда в центре на смену правительству ИНК пришло правительство партии Джаната, оно сместило региональное правительство ДМК из-за многочисленных обвинений в коррупции. На последовавших выборах победу одержала АИАДМК, и ДМК на протяжении следующих 10 лет находилась в оппозиции. Однако раскол АИАДМК в 1987 году (после смерти М. Г. Рамачандрана) позволил ДМК и Карунанидхи вернуться к власти. В этот период ДМК подвергалась острой критике за поддержку ланкийской национально-освободительной организации «Тигры освобождения Тамил Илама» (ТОТИ), которой было позволено организовать «учебные центры» на территории штата. Более того, ДМК спонсировала ТОТИ и остро критиковала федеральное правительство за отправку индийских войск на Шри-Ланку с миротворческой миссией. Такая позиция партии пользовалась поддержкой избирателей Тамилнада — но только до того, как в 1991 году лидер ИНК и бывший премьер-министр Раджив Ганди был взорван смертницей, связанной с ТОТИ, во время предвыборного митинга в Шриперумбудуре под Мадрасом (ныне Ченнаи). На последовавших спустя месяц региональных выборах ДМК потерпела сокрушительное поражение от коалиции АИАДМК-ИНК.
После поражения 1991 году в ДМК стала нарастать критика в отношении Карунанидхи. В результате, в 1996 году ДМК вновь раскололась, и возникла новая партия МДМК (Marulamarchi Dravida Munnetra Kazhagam) под руководством М. Вайко. Однако Карунанидхи сохранил лидерство в ДМК и после раскола бросил все силы на критику правительства АИАДМК под руководством Д. Джаялалиты. По инициативе ДМК расследовались многочисленные дела о коррупции и растратах в отношении главного министра и членов её правительства. Эта тактика принесла свои плоды — в 1996 году ДМК обошла АИАДМК на очередных выборах, и Карунанидхи в третий раз возглавил правительство штата.
Однако правительство ДМК действовало не лучше предыдущего в отношении социальных проблем штата. В результате, уже на федеральных выборах 1998 году коалиция АИАДМК—Бхаратия Джаната Парти получила в Тамилнаде больше голосов, чем коалиция ДМК-ИНК. На досрочных федеральных выборах 1999 году Джаялалита блокировалась уже с ИНК, и ДМК ничего не оставалось, кроме как оформить союз с БДП. ДМК вновь получила меньше голосов, но успех БДП на федеральном уровне позволил ДМК стать членом правящей в стране коалиции.
Тем не менее, поддержка ДМК в Тамилнаде продолжала таять, и на региональных выборах 2001 году АИАДМК вернулась к власти. На федеральных выборах 2004 году ДМК вступила в коалицию с ИНК, сконцентрировавшись во время предвыборной кампании, как и свой основный союзник, на проблемах малообеспеченных слоёв населения. Это, а также согласование предвыборных списков с левыми силами, позволило ДМК уверенно выступить на выборах (ДМК получила 16 мест в Лок Сабхе, а АИАДМК — 0, притом что ДМК получила 7,5 млн голосов, а АИАДМК — 8,5 млн — такое возможно в условиях мажоритарной избирательной системы, принятой в Индии) и стать третьей по величине партией в правящем Объединённом прогрессивном альянсе (после ИНК и Раштрия Джаната Дал). На региональных выборах в апреле-мае 2006 году возглавляемый ДМК Демократический прогрессивный альянс одержал победу; сама ДМК получила 96 из 234 мест в ассамблее и сформировала правительство при поддержке извне со стороны ИНК, ПМК и левых сил.